# Béla Békéssy
Béla Békessy (født 16. november 1875 i Debrecen, død 6. juli 1916 i Volyn-Podolsk, Ukraine) var en ungarsk officer og fægter, som deltog i OL 1912 i Stockholm.

## Fægtekarriere
Békessy vandt adskillige ungarske mesterskaber i perioden 1901-1907, og han deltog individuelt i alle tre våbenarter ved OL 1912. I fleuret blev han nummer syv, i kårde røg han ud i første runde, mens han i favoritdisciplinen sabel vandt sine puljer i indledende runde, kvartfinalen og semifinalen, hvilket sendte ham i finalen, hvor syv ud af de otte deltagere var ungarere. Her tabte Békessy to kampe, hvilket indbragte ham sølvet efter den forsvarende olympiske mester, landsmanden Jenő Fuchs, mens også bronze gik til Ungarn, Ervin Mészáros.
Ud over fægtning dyrkede Békessy også dressurridning og blev ungarsk mester i dette i 1907.

## Øvrige karriere
Som officer deltog Békessy i første verdenskrig i det andet husarregiment, der kæmpede på den russiske front. Her indlagde han sig enorm hæder ved at tage over 200 russiske krigsfanger samt bemægtige sig en samling hemmelige russiske dokumenter. For dette modtog han det ungarske Jernkors for sit mod. Kort efter dette blev han dræbt i kamp i Ukraine.
Til hans ære er der siden afholdt en årlig mindefægteturnering i Ungarn.